# Chrysler CP
La CP è un'autovettura full-size prodotta dalla Chrysler nel 1932. È stata assemblata da gennaio a luglio.

## Storia
La vettura aveva montato di un motore a valvole laterali e otto cilindri in linea da 4.893 cm³ di cilindrata che sviluppava 100 CV di potenza. Il propulsore era anteriore, mentre la trazione era posteriore. Il cambio era a quattro rapporti e la frizione era monodisco a secco. Era disponibile su richiesta il cambio semiautomatico. I freni erano idraulici sulle quattro ruote.
Di Chrysler CP ne furono assemblati 5.113 esemplari.